# Rainer Weiss
Rainer Weiss (Berlim, 29 de setembro de 1932) é um físico dos Estados Unidos conhecido por suas contribuições em física gravitacional e astrofísica. É professor emérito de física do Instituto de Tecnologia de Massachusetts (MIT) e professor associado da Universidade do Estado da Luisiana (LSU).
É um dos principais pesquisadores do projeto LIGO para construção de um detector de ondas gravitacionais. Por esse trabalho recebeu, em conjunto com Barry C. Barish e Kip S. Thorne, o Prémio Nobel de Física de 2017.

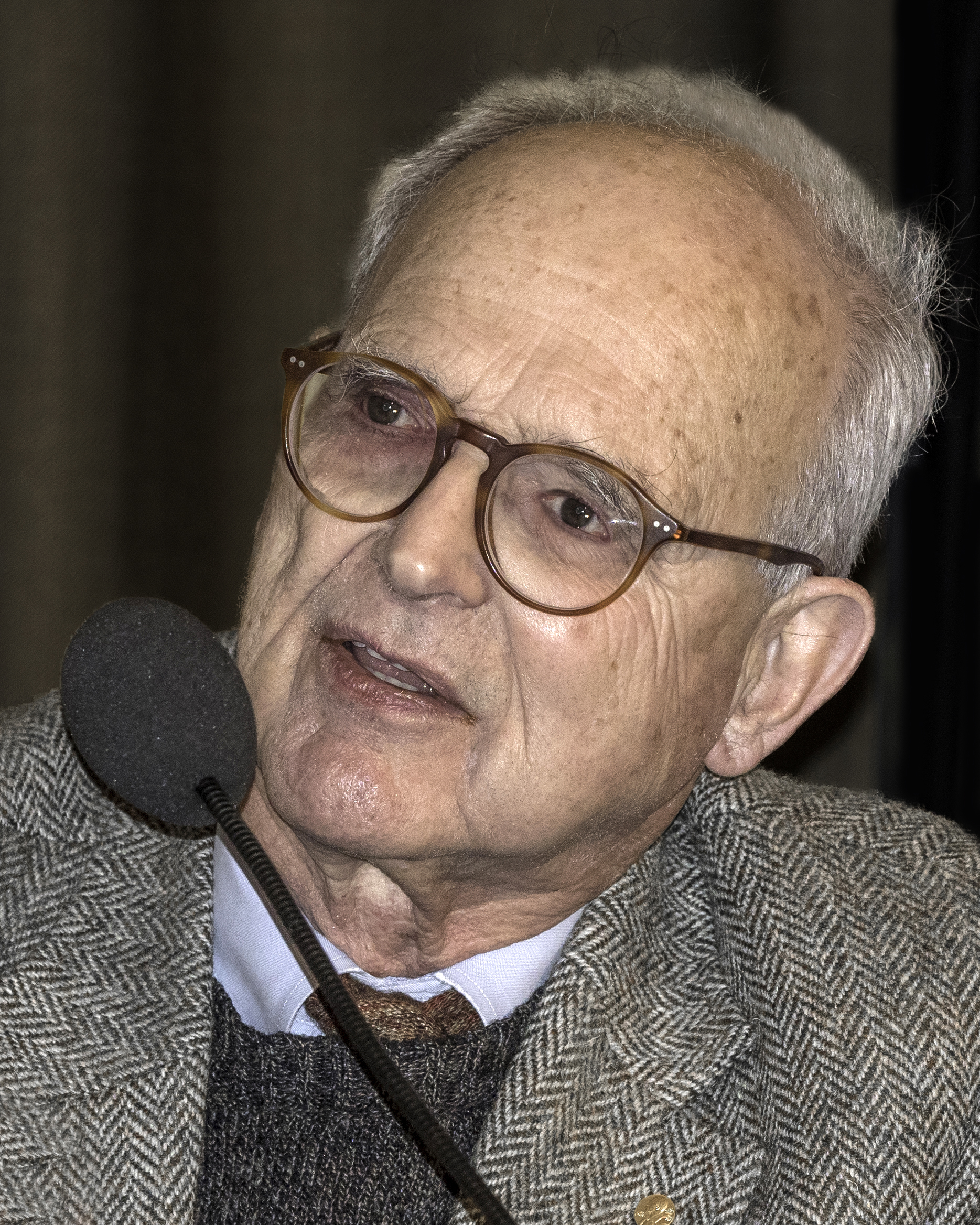
Rainer Weiss durante a conferência de imprensa na cerimônia de entrega do Prêmio Nobel em Estocolmo, dezembro de 2017

## Publicações selecionadas
- R. Weiss, H.H. Stroke, V. Jaccarino and D.S. Edmonds (1957). «Magnetic Moments and Hyperfine Structure Anomalies of Cs133, Cs135 and Cs137». Phys. Rev. 105 (2): 590-603. Bibcode:1957PhRv..105..590S. doi:10.1103/PhysRev.105.590
- R. Weiss (1961). «Molecular Beam Electron Bombardment Detector». Rev. Sci. Instrum. 32 (4): 397-401. Bibcode:1961RScI...32..397W. doi:10.1063/1.1717386
- R. Weiss & L. Grodzins (1962). «A Search for a Frequency Shift of 14.4 keV Photons on Traversing Radiation Fields». Physics Letters. 1 (8). 342 páginas. Bibcode:1962PhL.....1..342W. doi:10.1016/0031-9163(62)90420-1
- Weiss, Rainer (1963). «Stark Effect and Hyperfine Structure of Hydrogen Fluoride». Phys. Rev. 131 (2): 659-665. Bibcode:1963PhRv..131..659W. doi:10.1103/PhysRev.131.659
- R. Weiss & B. Block (1965). «A Gravimeter to Monitor the OSO Dilational Model of the Earth». J. Geophys. Res. 70 (22). 5615 páginas. Bibcode:1965JGR....70.5615W. doi:10.1029/JZ070i022p05615
- R. Weiss & G. Blum (1967). «Experimental Test of the Freundlich Red-Shift Hypothesis». Phys. Rev. 155 (5). 1412 páginas. Bibcode:1967PhRv..155.1412B. doi:10.1103/PhysRev.155.1412
- R. Weiss (1967). «Electric and Magnetic Field Probes». Am. J. Phys. 35 (11): 1047-1048. Bibcode:1967AmJPh..35.1047W. doi:10.1119/1.1973723
- R.Weiss and S. Ezekiel (1968). «Laser-Induced Fluorescence in a Molecular Beam of Iodine». Phys. Rev. Lett. 20 (3): 91-93. Bibcode:1968PhRvL..20...91E. doi:10.1103/PhysRevLett.20.91
- R. Weiss & D. Muehlner (1970). «A Measurement of the Isotropic Background Radiation in the Far Infrared». Phys. Rev. Lett. 24 (13). 742 páginas. Bibcode:1970PhRvL..24..742M. doi:10.1103/PhysRevLett.24.742
- R. Weiss (1972). «Electromagnetically Coupled Broadband Gravitational Antenna» (PDF). Quarterly Progress Report, Research Laboratory of Electronics, MIT. 105. 54 páginas
- R. Weiss & D. Muehlner (1973). «Balloon Measurements of the Far Infrared Background Radiation». Phys. Rev. D. 7 (2). 326 páginas. Bibcode:1973PhRvD...7..326M. doi:10.1103/PhysRevD.7.326
- R. Weiss & D. Muehlner (1973). «Further Measurements of the Submillimeter Background at Balloon Altitude». Phys. Rev. Lett. 30 (16). 757 páginas. Bibcode:1973PhRvL..30..757M. doi:10.1103/PhysRevLett.30.757
- R. Weiss & D.K. Owens (1974). «Measurements of the Phase Fluctuations on a He-Ne Zeeman Laser». Rev. Sci. Instrum. 45 (9). 1060 páginas. Bibcode:1974RScI...45.1060O. doi:10.1063/1.1686809
- R. Weiss, D.K. Owens & D. Muehlner (1979). «A Large Beam Sky Survey at Millimeter and Submillimeter Wavelengths Made from Balloon Altitudes». Astrophysical Journal. 231. 702 páginas. Bibcode:1979ApJ...231..702O. doi:10.1086/157235
- R. Weiss, P.M. Downey, F.J. Bachner, J.P. Donnelly, W.T. Lindley, R.W. Mountain and D.J. Silversmith (1980). «Monolithic Silicon Bolometers». Journal of Infrared and Millimeter Waves. 1
- R. Weiss (1980). «Measurements of the Cosmic Background Radiation». Annual Review of Astronomy and Astrophysics. 18: 489-535. Bibcode:1980ARA&A..18..489W. doi:10.1146/annurev.aa.18.090180.002421
- R. Weiss (1980). «The COBE Project». Physica Scripta. 21 (5). 670 páginas. Bibcode:1980PhyS...21..670W. doi:10.1088/0031-8949/21/5/016
- R. Weiss, S.S. Meyer & A.D. Jeffries (1983). «A Search for the Sunyaev-Zel'dovich Effect at Millimeter Wavelengths». Astrophys. J. Lett. 271: L1. Bibcode:1983ApJ...271L...1M. doi:10.1086/184080
- R. Weiss, M. Halpern, R. Benford, S. Meyer and D. Muehlner (1988). «Measurements of the Anisotropy of the Cosmic Background Radiation and Diffuse Galactic Emission at Millimeter and Submillimeter Wavelengths». Astrophys. J. 332. 596 páginas. Bibcode:1988ApJ...332..596H. doi:10.1086/166679
- R. Weiss, J.C. Mather, E.S. Cheng, R.E. Eplee Jr., R.B. Isaacman, S.S. Meyer, R.A. Shafer, E.L. Wright, C.L. Bennett, N.W. Boggess, E. Dwek, S. Gulkis, M.G. Hauser, M. Janssen, T. Kelsall, P.M. Lubin, S.H. Moseley Jr., T.L. Murdock, R.F. Silverberg, G.F. Smoot and D.T. Wilkinson (1990). «A Preliminary Measurement of the Cosmic Microwave Background Spectrum by the Cosmic Background Explorer (COBE) Satellite». Astrophys. J. 354: L37. Bibcode:1990ApJ...354L..37M. doi:10.1086/185717
- R. Weiss, G. Smoot, C. Bennett, R. Weber, J. Maruschak, R. Ratliff, M. Janssen, J. Chitwood, L. Hilliard, M. Lecha, R. Mills, R. Patschke, C. Richards, C. Backus, J. Mather, M. Hauser, D. Wilkenson, S. Gulkis, N. Boggess, E. Cheng, T. Kelsall, P. Lubin, S. Meyer, H. Moseley, T. Murdock, R. Shafer, R. Silverberg and E. Wright (1990). «COBE Differential Microwave Radiometers: Instrument Design and Implementation». Astrophys. J. 360. 685 páginas. Bibcode:1990ApJ...360..685S. doi:10.1086/169154
- R. Weiss (1990). «Interferometric Gravitational Wave Detectors». In:  N. Ashby; D. Bartlett; W. Wyss. Proceedings of the Twelfth International Conference on General Relativity and Gravitation. [S.l.]: Cambridge University Press. 331 páginas
- R. Weiss, D. Shoemaker, P. Fritschel, J. Glaime and N. Christensen (1991). «Prototype Michelson Interferometer with Fabry-Perot Cavities». Applied Optics. 30 (22): 3133–8. Bibcode:1991ApOpt..30.3133S. PMID 20706365. doi:10.1364/AO.30.003133